# 宮崎恒彰
宮崎 恒彰（みやざき つねあき、1943年2月9日 - ）は、日本の実業家。元阪神電気鉄道取締役、阪神タイガースの元オーナー、取締役。

## 来歴
1961年、甲陽学院高等学校卒業（42回卒）。1965年、神戸大学経営学部卒業後、同年、阪神電気鉄道へ入社。経理・企画部門などを経て、1988年、関連企業の山陽自動車運送に出向後、1996年に本社取締役、2000年に常務、社長室副室長、2004年に代表取締役専務を歴任した。2002年6月に阪神コンテンツリンク代表取締役社長、7月に阪神タイガース取締役に就任。2006年から2008年6月25日まで阪神タイガースのオーナーを務めた。その他には朝日放送取締役も務めた。

## 阪神タイガースとの関わり
幼少より阪神タイガースのファンで小学生の頃「阪神子供の会」に入会し、下駄を履いて阪神甲子園球場へ観戦に出かけていたという。阪神入社後は企画畑を歩み「阪神タイガースの全国ブランド化」を提唱。2003年の阪神タイガース優勝の陰の功労者や、陰の立役者と言われる。
星野監督時代
取締役時代は、当時の久万俊二郎オーナーの懐刀として、チームの指揮を執っていた星野仙一監督とのパイプ役を担った。当時は企業風土から、補強にかかる莫大な経費を捻出するのは簡単ではなかったという。少ない投資で少ない利益を上げる本社の考え方に対して、宮崎が北海道に出向いた際、「阪神タイガースは知っているが阪神電車は知らない」と言われたというエピソードを持ち出しながら、宮崎と星野は久万に「鉄道経営とプロ野球を一緒にしたらあきまへんと。タイガースを強くして、お客さんにいっぱい入ってもらわんとあきまへん。今の収益的にはマイナービジネスかもしれませんが、タイガースブランドの価値はもっとすごいですよと。」「甲子園は本社の持ち物やし、球団にめぼしい固定資産はない。ブランド力を生かすため『球団にある資産は人間ですよ』と。まず選手やと。監督以下のコーチ、選手、フロント、裏方。人間が商売やのに、いい人間を集めてこないとチームは強くなりません。投資しないとあきまへん」と訴えた。当然、“費用対効果”を求められるので、宮崎はチームを強くすることで得られる利益を想定し、「お客さんが入れば収益は上がる。グッズやホテルだけでなく、本社の事業にも間違いなくつながる。」と掛け合った。宮崎は「仙さんが来てから利益の好循環というか、うまく回ったんですね。社内でもＰＲ経営の話が出たり、グループの戦略も変わった」と語る。
補強においては、宮崎は編成面については門外漢だったこともあり、宮崎含め本社も球団も全体で、独自ルートで選手を見いだし、獲得にこぎつけ、金銭交渉も一手に引き受けていた星野をバックアップした。
そして2003年、チームが快進撃を続け日本全体がタイガースブームに沸き返る一方、宮崎はブランド戦略に向けて動いた。同年7月、グループ企業でもない大手スーパーマーケットから「優勝セールをウチでもやらせてもらえませんか？その前の応援セールもできませんか？」という依頼が届いた。この言葉に最初は驚愕したというが「優勝セールなんて阪神百貨店以外、どこもやらないもんやと思い込んでいた。別に何も支障はないし、ありがたいことやとOKを出したんです。」。すると1カ月後、他の百貨店やスーパーから同様の依頼が届いた。ここで新たなビジネスが動く。タイガース優勝というブランドを生かし、セールを実施するためのロイヤルティーを求めた。宮崎は百貨店なら百貨店、スーパーならスーパーで業態分けをして、１坪いくらの売り場面積でロイヤルティーを決めた。多岐に渡ったブランド戦略は優勝ブームの猛烈な勢いと重なり、大成功を収める。球団の利益は前年比で大幅に上がり、しかもロイヤルティーには原価がなく、売り上げすべてが純利益として積み重なった。宮崎曰く「久万さんも手塚さん（電鉄本社社長）も納得してくれましたわ。まんざらやないと（笑）。」。そこから選手に高い金を使うことに関してはあまり言わなくなったという。
岡田監督時代
星野が監督を退任した後に就任した岡田彰布は、ＪＦＫという強力なリリーフ陣を形成し、後のトレンドとなる戦い方を確立。圧倒的な強さで2005年のセ・リーグを制した。宮崎は優勝へ導いた岡田について、「監督室に何回か行ったことがあって、世間でも言われてるような感じで『何であんな采配したん？』と聞くわけですわ。私みたいな素人やったら、次の一手までくらいしか思い浮かばんのやけど…岡田は『これがこうなって、ああなって、こうなるはず。だから、こうしたんです』と４手先くらいまで具体的に説明するんよな。」と語り「野球をよく知る人間」と評価する。
岡田監督時代は、2008年シーズン終了後に辞任するまですべて優勝争いを演じてのAクラスであった。甲子園球場は常に満員で、タイガースが主催試合のチケットを発売すると、開幕カードや巨人戦の次に、優勝の胴上げシーンを現場で目に焼き付けるために9月のゲームから売れていったという逸話が残る。ただチームの戦力に目を向ければ、時に先発投手の枚数が足りなくなることもあった。外国人補強についても2000年代後半は失敗の連続だった。それでも優勝争いを演じることができた要因について宮崎は「ベテランの金本や藤川らと話す機会があったんやけど、選手は選手で野球を知っている。試合中、監督の采配には一目も二目も置いているんですよね。そこでの齟齬というのはなかった。話を聞いても、当時のマスコミさんが書かれていたような評判が悪いとかはなかった」と語り、「監督と選手が『勝つ』ということと『野球』というところで一体化していた」と振り返る。このように勝つために監督と選手が一体となって動く信頼関係があったからこそ、宮崎は岡田に指揮官を託し続けた。オーナー就任後、チームの成績が下降しようものなら宮崎の元にはマスコミが集まったという。「次の監督、どないでっか？」といった問いを宮崎は毅然とはね返し、時には自らの考えと違う報道をした社を取材禁止にするなど、強権を発動したこともあった。
オーナーとして
宮崎は月1、2回のペースで球場を訪れて観戦。時には監督室へ足を運び、時には選手食堂に出向くこともあったという。球団のフロント職員、そしてオーナーが選手食堂で食事を取ることは近年でもまずないが、宮崎は「何で選手食堂に行くかと言ったら、契約更改の年俸でモメた時に備えてや。何かあったら最後は自分が出ていかなアカンと思ってた。だから選手とコミュニケーションを取っておこうと」と語る。出向くのは若手が食事を済ませた後の時間帯。若手を萎縮させないように配慮した上で、金本、下柳剛のベテラン勢や藤川、ジェフ・ウィリアムスのJFKトリオがいる頃合いを見計らった。たわいもない会話からコミュニケーションを図り、無口なイメージが強かった下柳には「立派な体格やから」と体を触ってスキンシップを図った。下柳が「すみません。僕に男の趣味はありません」と言うと、「結婚してへんのに、好きなんはワンちゃん（犬）だけかいな」といったやりとりを交わしながら、選手との距離を縮めた。宮崎は「あんまりベタベタして友達付き合いになるのはアカンから、適度な距離でね。大事やったと思いますよ。実際に主力選手の契約更改でモメそうという話が来た時、その場で電話して『そんなん言ってるんか』と聞くと、相手は『いえ、そんなことは…』って。それで予算内で済んだこともあった」と語る。宮崎にとっては選手と信頼関係を築くことが、年俸高騰を抑える危機管理だった。
ファンを飽きさせない話題を提供することも考慮した。「新聞記者から試合がなく、ネタがないと言われてな。確かに月曜日も新聞が出るし、なるほどなと。ほな考えたろ思うて。途中から邪魔くさくなって金本に電話したんや。『ワシはあんたのことをこうおちょくるから、適当に答えといて。何言ってもかめへんから』って。向こうも分かりましたって言ってくれてな」。その後金本を“チョイ悪番長”と命名しつつ、「一選手の枠を超えた存在。あのリーダーシップは貴重」とフォローも忘れずに話題を振りまいた。
時には甲子園のライトスタンドで熱烈な虎党に囲まれながら観戦し、マンネリ化を防ぐためにファンが何を求めているかを肌で感じた。
村上ファンド問題
宮崎は2006年6月にオーナーに就任したが、当時の本社は村上ファンド問題という苦境に立たされていた。タイガースも徹底抗戦するが、未曽有の問題に本社の広報体制は機能不全に陥り、役員会の足並みもそろわなかった。そんな中、ある経済誌の記者が「宮崎さん、逃げ回っているのは損ですよ」「マスコミを通じて広報しとかないと、世間は味方になってくれませんよ」と宮崎に語り、「なるほどなと思った」宮崎の意識、そして世論の流れを変えることになる。
宮崎はSD（シニアディレクター）職に就いていた星野とタッグを組み、攻勢に転じる。当時、ニュース番組に出ていた星野と本番前に電話で打ち合わせをして、そこで星野が「天罰が下る」などの強いメッセージを積極的に発信したことで、ファンは「タイガースを守れ！」という風潮に変わった。そして“村上憎し”という空気へ変わった。情勢が悪くなった村上ファンドは、村上世彰がインサイダー取引容疑で逮捕されたことも重なり、最終的に阪急からの株式公開買い付け（TOB）に応じた。これにより、村上ファンドによる本社乗っ取りという最悪の事態は避けられた。宮崎は当時について「あの時は広報力の勝負やったと思います。あと情報収集力もね。村上側の本当の狙いがタイガースではなく、電鉄本社が持つ梅田の土地を切り売りしようとしていたことが分かったのも大きかった。これでタイガースは攻めることができた」と振り返る。最終的にこの問題の責任を取って本社の手塚会長、西川恭爾社長が退任し、新たに坂井信也常務（後の第9代オーナー）が社長に就任。阪急との経営統合問題が継続していたこともあり、専務の宮崎がタイガース第8代オーナーとして就任することになった。
30億円問題
阪神は正式に阪急と経営統合され、阪急阪神ホールディングス（HD）の立ち上げは2006年10月1日と定められた。合併協議の最中、宝塚歌劇団とタイガースという両社のシンボルとも言えるブランド事業はHDの傘下企業ではなく、それぞれ阪急電鉄、阪神電鉄の子会社として存続することが決まった。宮崎は就任直後の同年7月5日、タイガースは従来通り阪神電鉄の100％子会社として活動することを説明するためオーナー会議へと出向いた。野球協約には球団の保有者が変更となる場合、25億円の預かり保証金、4億円の野球振興費、1億円の加入手数料が求められると記されている。合計すると計30億円。しかし、親会社が阪急阪神HDとなっても経営母体は阪神電鉄であり、支払いは不要であると考えていた。会議前には名古屋に立ち寄り、議長の中日・白井文吾オーナーに経緯を説明。東上後は根来泰周コミッショナーと会談し、理解を求めた。しかし会議で「いきなりタイガースは新規参入と言われてな。あれこれ話しているうちに、他球団のオーナーさんが『タイガースが新規参入でないならウチも違います。自分らが払った30億円を返してほしい』」と言ってきた。広島の松田元オーナーも伝統の重みを訴え、会議でバックアップしてくれた。一方、プロ野球界は2004年の再編問題を経て、親会社の顔ぶれが変わった。新規参入球団らは、野球協約にのっとってルールは遵守すべしと主張した。宮崎は「タイガースはチーム名も役員も変わっていないやないですか」と主張するも、他球団オーナーは「チーム名も選手も変わっていない球団は他にもありますよ」と言い返し、宮崎も「そんなん詭弁やないか」と反論した。こういった堂々巡りに会場の空気は一気にヒートアップした。そんなやり取りが15分にも及んだころ、議長の白井が「ええかげんにしなさい!!」と一喝した。これによりその場は収まり、多数決に移った。しかし結果は3対9。阪神タイガースは「新規参入球団と見なす」という議決が下った。宮崎によると「その3球団はウチと広島の松田さんと西武さん。あとはみんな30億円払いなさいとなったんですわ」という。会議終了後、宮崎は会見に出席する予定だったが、拒否した。30億円は当時、阪神電車の新車両で約30両分。球団にとっても本社にとっても大ダメージとなる出費と、過去に覆った例がほとんどなかったオーナー会議の議決が、重くのしかかることになった。
しかし宮崎は、議決を覆すための行動を始める。まずは11球団のオーナーに対して「まず阪急阪神の統合が10月やのに、7月のオーナー会議で30億円払えと決めるのはおかしいやないか」とジャブを放つと、東京の根来コミッショナーのもとへ出向き「土下座せんばかりに頼み込んだ」という。最初は「NPBもお金がない。30億円払ってもらえたら助かるんですが」と言っていたコミッショナーも、「何を言うてまんねん！」と頼み込む宮崎に態度を軟化。「次のオーナー会議でもう一度、諮ってくれ」というコミッショナーの言質を得て、すぐさま名古屋へ飛ぶ。議長の白井にも同様に頼み込み「それやったら他球団のオーナーを自分で説得しなさい。ウチは賛成、反対、どっちでもいいから」と言われた。そこから北は北海道、南は福岡。各球団のオーナーと２回ずつ直接会って、主張の正当性を訴えた。そして迎えた11月14日のオーナー会議。宮崎は資産情報の公開など15分間の説明を行い、タイガースは阪神電鉄が所有すると説明した。その上で多数決したが、構図は7月のオーナー会議と変わらず。各球団がその意図を説明し終えた時、白井がおもむろに口を開き「最後に私の意見を述べます。新規参入にはあたりません。何かご意見ありますか」と語った。各球団のオーナーはあっけに取られ、沈黙が生じた。すると白井は「異論ありませんね。では新規参入にはあたりません」と発言。そして「宮崎さん、手数料は払っていただけますね？」という質問に対し、宮崎は「それは払わせていただきます」と即答。その後、大きな異論もなく会議は終結した。これにより、25億円の預かり保証金と4億円の野球振興費は、払う必要がないと会議で認めてもらえた。宮崎の熱意が、『タイガースは新規参入球団』という企業としての理論に対し、人間の本音の部分で「まあ、そこまでしなくても」と他球団を軟化させたと言われている。この一件を宮崎は「あきらめずに動いたことがよかったんちゃいますか」と振り返る。なお宮崎はその日、内ポケットに辞表をしのばせていた。仮に主張が退けられれば、オーナー職を辞し「マスコミに洗いざらいぶちまけたろ」と覚悟していたという。
退任
2008年5月、阪急との経営統合も方向性が固まり、軌道に乗った。チームも2007年オフにFAで新井貴浩を獲得し、4月を驚異的なペースで勝ち続けていたことから、宮崎は退任を決意。坂井を新オーナーとする案を固めた。

## 人物
- 自らのことをよく“ガラッパチ”と評する[9]。
- 自身がオーナーに就任したことについて「坂井くんもあの時は大変やったし。自分は球界の裏のことはよう知ってて、つながりも少なからずはあったから。いわば“セットアッパーオーナー”やったんですわ」と認識している[7]。30億円問題を無事に終結させたことも、「私は非常時のオーナーやったわけですから。自分で言うのもおかしいけど、自分が地位を守ろうとか、気の弱い人間やったら『そうでっか』と30億円払っていたんかもしれん。いつ辞めても良かったわけやから」として、自らを変革期の問題を処理する「セットアッパーオーナー」と自認していなければ、成し得なかったかもしれないという[10]。
- 組織には平時と変革時、2パターンが存在すると持論を明かす。社長が周囲を生え抜きで固め、安定して業務を遂行させていくのが平時で、業績が軌道に乗って運営していくにはベストの選択であるという。しかし、時に会社の存亡をかけ、難題を乗り越えるためには、強い組織作りが必要だという[10]。
- 「外部の人間を入れるには、リーダーの強烈なバックアップがないといけない。そうしないと外部から社員を呼んできたはいいが、何か失敗すればつぶされてしまう可能性がある。だから組織のリーダーというのは、どんな状況でも全力で支えてあげないといけない。特に大企業や、伝統のある企業はそうやと思います」と語る[10]。

## エピソード
- オーナー時代の2007年、親交のあった米大リーグのある球団から、チケット担当の日本人社員を使ってもらえないかと連絡を受けた。メジャーのチケット販売システムを生かせないかと考えた宮崎は獲得にいったんは動いたが、「いつオーナーを辞めるか分からない」と最終的には自重した[10]。
- 2007年にヤンキースのランディ・レビン球団社長、ブライアン・キャッシュマンGMら一行が宜野座キャンプを訪問した際、ヤンキースに移籍した井川慶の登板日に日本式の応援や、ヤンキースタジアムのラッキー7でジェット風船を飛ばすプランを提案され、そのノウハウも伝えた。しかし、井川が活躍できなかったことで頓挫した[11]。